# Nanosat 01

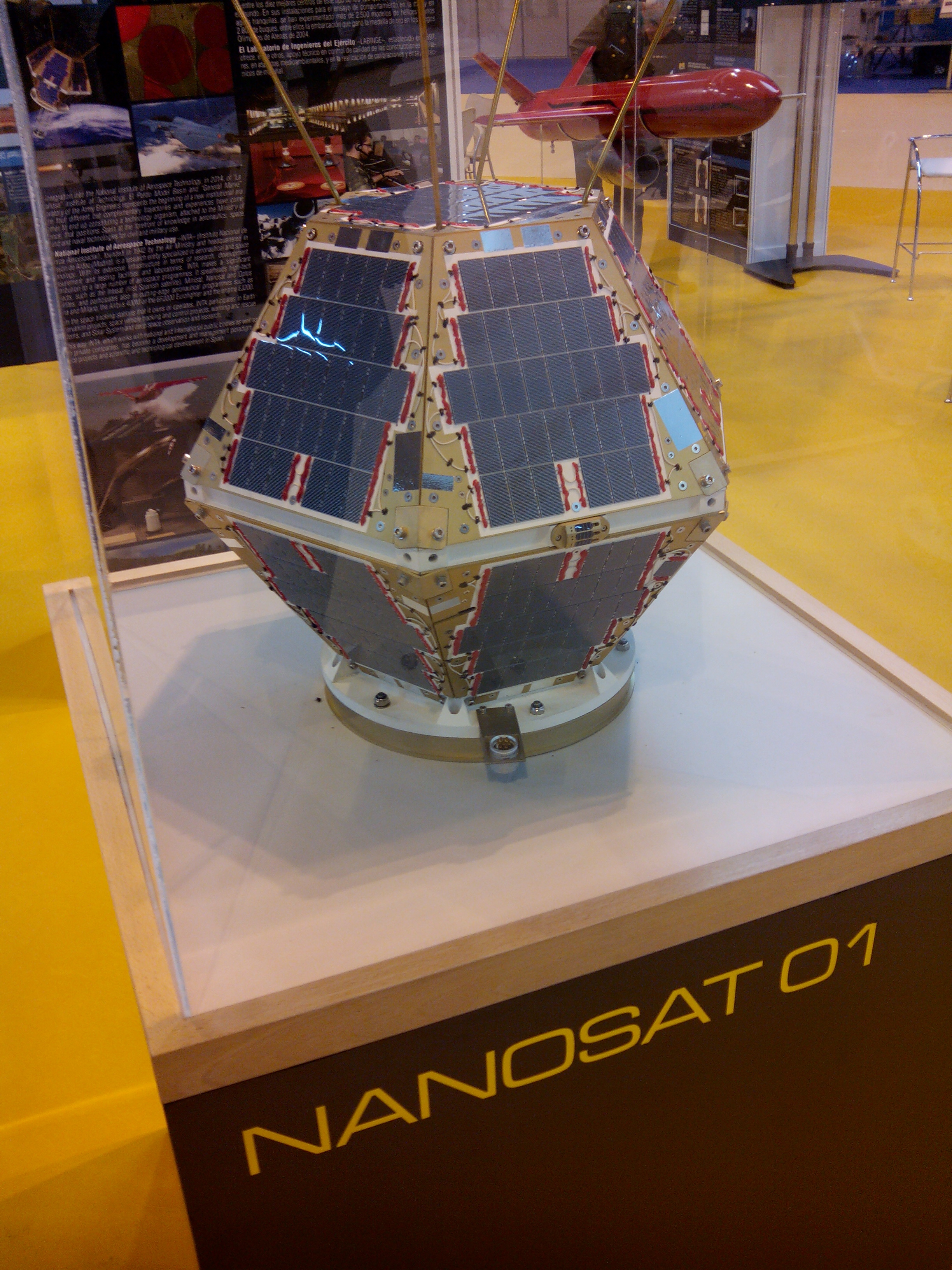
Reproduction du Nanosat 01 exposé au Homsec 2015 de Madrid.

Nanosat 01 était un satellite artificiel développé par l'Institut national de technique aérospatiale et lancé le 18 décembre 2004. Le satellite pesait moins de 20 kg, entrant dans la catégorie des nanosatellites et a été lancé par une fusée Ariane 5 depuis le Centre spatial guyanais, aux côtés des satellites Helios 2A, Essaim 1, 2, 3, 4 et PARASOL.

## Caractéristiques
Nanosat 01 avait la forme d'une bipyramide hexagonale tronquée et était entièrement recouvert de panneaux solaires. Il a embarqué quatre expériences, dont deux scientifiques.

## Mission
La mission principale était l'établissement d'une liaison de communication différée entre des points éloignés de la surface de la Terre qui a permis des communications différées entre la Base antarctique Juan Carlos Ier avec l'INTA grâce à l'orbite polaire de 650 km d'altitude qui permet de fournir une couverture satellite aux latitudes si proches des pôles.
En passant au-dessus de la station, le satellite a collecté les données qui ont ensuite été téléchargées lors du survol du centre de contrôle situé à Madrid.
À l'intérieur, une nouvelle expérience réalisée en collaboration avec l'ESA a été mise en œuvre pour réduire le poids et la complexité des satellites. Les câbles qui ont traditionnellement pris en charge les communications entre les différents modules sont remplacés par des communications optiques infrarouges à travers l'espace ouvert à l'intérieur du satellite,.

## Nanosat-1B
Par la suite, son successeur, Nanosat-1B, a été lancé en 2009, la durée de vie du premier ayant expiré.